# Rineloricaria beni
Rineloricaria beni är en fiskart som först beskrevs av Pearson 1924.  Rineloricaria beni ingår i släktet Rineloricaria och familjen Loricariidae. Inga underarter finns listade i Catalogue of Life.